# Anoicumenă

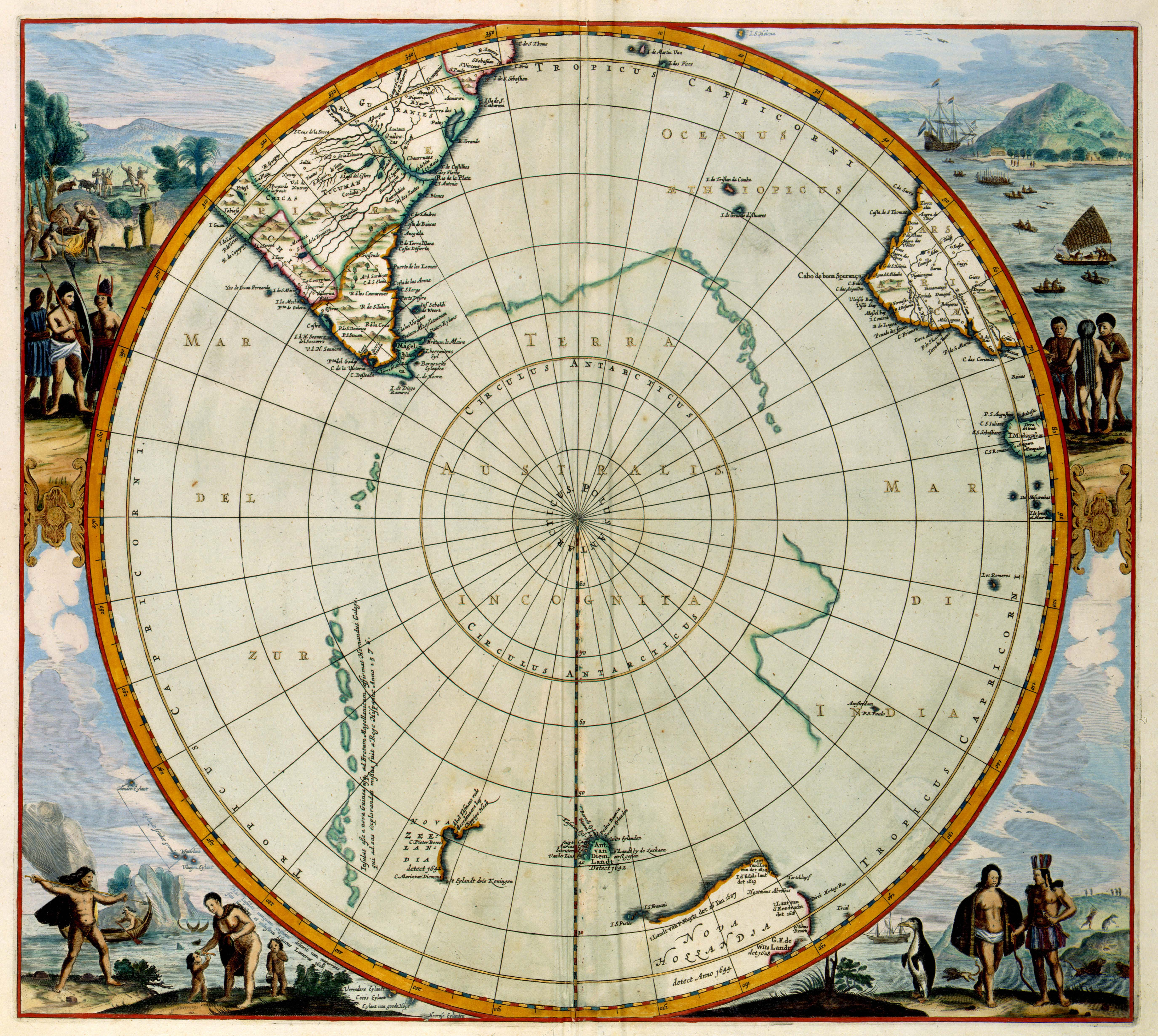
Presupusul continent Terra australis, care a fost o anoicumenă până la călătoriile lui James Cook.

Anoicumena (din limba greacă,  ἀν- „ne-”, „fără” și οἰκουμένη „locuit”) este un termen care se referă la teritoriile nepopulate, cum sunt zonele polare, deșerturile și etajul montan de la altitudini foarte mari. În aceste zone se pot găsi stațiuni de cercetare științifică. 